# Suzuki Shintarō
Suzuki Shintarō (japanisch 鈴木 信太郎; geb. 16. August 1895 in Hachiōji (Präfektur Tokio); gest. 13. Mai 1989) war ein japanischer Maler im westlichen Yōga-Stil der Shōwa-Zeit.

## Leben und Werk
Suzuki nahm 1910 das Studium der Malerei auf im Hakuba-Institut in Tokio und wurde von Kuroda Seiki unterrichtet. 1913 begann er ein Studium an der „Schule für Färberei der Präfektur Tokio“ (東京府立染色学校, Tōkyō furitsu senshoku gakkō). 1918 wurde eins seiner Bilder für die 10. Kunstausstellung des Kultusministeriums ausgewählt, das den Titel „Stillleben“ (生物, Seibutsu) trug. 1922 stellte er ein Bild mit dem Titel „Pfirsich und Azaleen“ (桃と紫陽花, Momo to ajisai) bei der Nika-kai-Künstlervereinigung aus, wurde Schüler von Ishii Hakutei. 1926 konnte er sieben Bilder auf der 13. Nikakai-Ausstellung zeigen, darunter „Stillleben“, „Stillleben am Fenster“ (窓辺生物) und „Bedeckter Tag am See“ (池畔曇日), und gewann den Chogyū-Preis. In diesem Jahr lernte Suzuki den Landschaftsmaler Somiya Ichinen (曽宮一念; 1893–1994) kennen und schloss sich der „Granatapfel-Gesellschaft“ (柘榴社, Zakuro-sha) von Terauchi Manjirō (1890–1964) und anderen an.
1929 wurde Suzuki außerordentliches Mitglied der Nika-kai, 1936 dann ordentliches. 1933 begann er Umschläge für des Magazin „Mita Literatur“ (三田文学, Mita bungaku) zu zeichnen. Gleichzeitig schuf er zahlreiche Illustrationen von Büchern bekannter Autoren wie Uno Chiyo, Niwa Fumio, Ozaki Shirō  und Mushanokōji Saneatsu. Nach dem Krieg beteiligte er sich weiter an den Ausstellungen der wieder erstandenen Nika-kai. Dann trennte sich aber von der Gesellschaft und gründete zusammen mit Noma Hitone (1901–1979), Takaoka Tokutarō (高岡 徳太郎; 1902–1991) und anderen die „Ichiyō-kai“ (一陽会) und stellte bei den Ausstellungen dieser Gruppe aus.
1960 erhielt Suzuki den Preis der Akademie der Künste für seine Arbeiten, die er auf einer Einzelausstellung im Jahr zuvor gezeigt hatte, sowie für eine Reihe von Landschaftsmalereien. 1969 wurde er Mitglied der Akademie, 1979 hielt er eine Ausstellung mit selbst gewählten Werken im Wakō Kaufhaus in Tokio. 1988 wurde er als Person mit besonderen kulturellen Verdiensten ausgezeichnet.
Suzukis Landschaften sind in einfachen Formen und gut definierten Farben gehalten. Beispiele sind „Haus in Nagasaki“ (長崎の家, Nagasak no ie; 1949), „Shirakaba-See“ (白樺湖; 1990). – Er betätigte sich auch als Essayist. Zu seinen Schriften gehören „Trommel-Fest“ (お祭の太鼓; Omatsuri no taiko; 1949), „Über Stillleben“ (静物の話; Seibutsu no hanashi; 1951), „Holländische Komödie“ (阿蘭陀まんざい; 1954).